# Бойтува
Бойтува (порт. Boituva)  —  муниципалитет в Бразилии, входит в штат Сан-Паулу. Составная часть мезорегиона Итапетининга. Входит в экономико-статистический  микрорегион Татуи. Население составляет 42 667 человек на 2006 год. Занимает площадь 249,014 км². Плотность населения — 171,3 чел./км².

## История
Город основан 6 сентября 1937 года.

## Статистика
- Валовой внутренний продукт на 2003 составляет 440.954.631,00 реалов (данные: Бразильский институт географии и статистики).
- Валовой внутренний продукт на душу населения на 2003 составляет 11.346,97 реалов (данные: Бразильский институт географии и статистики).
- Индекс развития человеческого потенциала на 2000 составляет 0,798 (данные: Программа развития ООН).

## География
Климат местности: субтропический. В соответствии с классификацией Кёппена, климат относится к категории Cfb.